# Thor-Agena
Pour les articles homonymes, voir Thor (homonymie).

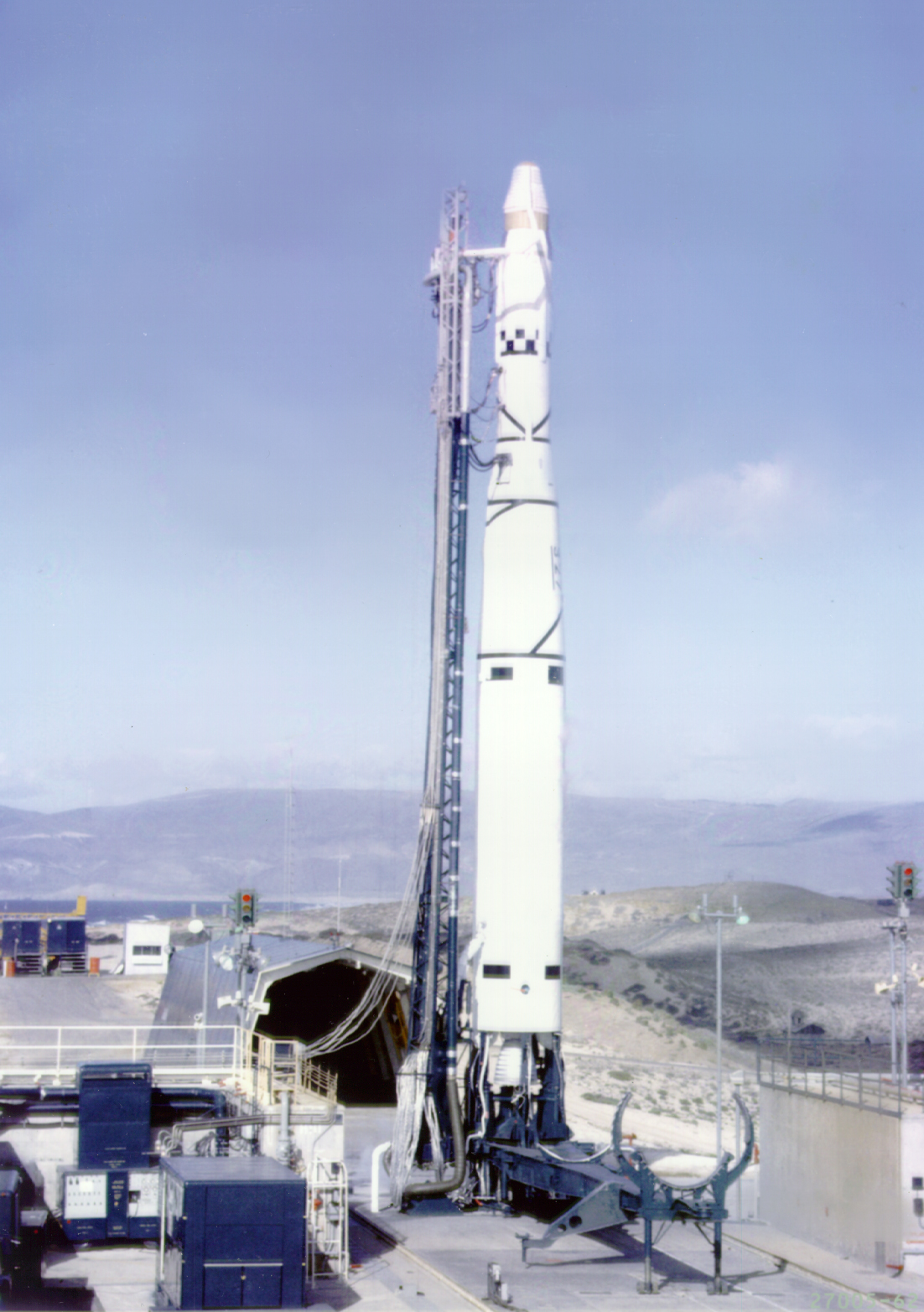
Un lanceur Thor-Agena qui s'apprête à lancer le satellite Discoverer 37 le 13 janvier 1962 depuis la base de lancement de Vandenberg.

Le Thor-Agena est un lanceur militaire américain utilisé essentiellement pour mettre en orbite des satellites de reconnaissance entre 1959 et 1968. Le Thor-Agena fait partie de la famille des lanceurs Thor qui tous utilisent le missile balistique de portée intermédiaire Thor comme premier étage. Dans le cas du Thor-Agena, le missile est surmonté de l'étage Agena. La première tentative de tir du lanceur a lieu en janvier 1959. Le premier tir réussi permet de placer en orbite le satellite de reconnaissance Discoverer-1 le 28 février 1959. Les Thor-Agena sont apparentés aux Thor-Delta mis en œuvre par la NASA, qui donnent naissance à la famille de lanceurs Delta dont le dernier est lancé en 2018.

## Missions
Le Thor-Agena est utilisé entre autres pour lancer les satellites de reconnaissance du programme secret Corona de la CIA entre juin 1959 et janvier 1968. En 1962, le Thor-Agena a ainsi lancé 24 satellites de reconnaissance. Quelques satellites civils sont également placés en orbite par le lanceur dont le premier satellite canadien Alouette 1.

## Versions
Thor-Agena A
- 19 lancements (7 échecs) entre le 21 janvier 1959 et le 13 septembre 1960

Thor-Agena B
- 40 lancements (7 échecs)
- Premier lancement réussi : 12 novembre 1960 (satellite Discoverer 17)
- Dernier lancement : 15 mai 1966 (satellite Nimbus 2)

Thor-Agena D
- 13 lancements (2 échecs)
- Premier lancement : 28 juin 1962
- Dernier lancement : 17 janvier 1968